# Środki zapalające
Środki zapalające – elementy amunicji (pociski, bomby, granaty), służące do rozniecania pożarów i rażenia ogniem (płomieniem) siły żywej. Podstawowym składnikiem środków zapalających są masy zapalające będące substancją chemiczną (związkiem lub mieszaniną), charakteryzującą się wysoką temperaturą spalania, łatwym zapalaniem i dużym oddziaływaniem termicznym. Masy zapalające dzielą się na masy zawierające utleniacz (np. termit) i masy bez utleniaczy (np. elektron, benzyna, fosfor biały).